# SM Tb 69F
SM Tb 69F – austro-węgierski torpedowiec z początku XX wieku i okresu I wojny światowej, dwudziesta jednostka typu Kaiman. Do 1913 roku nosił nazwę Polyp, od roku 1917 sam numer 69. Po I wojnie światowej służył w marynarce Królestwa SHS (późniejszej Jugosławii) jako T 11. Skrót przed numerem SM Tb oznaczał Seiner Majestät Torpedoboot (torpedowiec Jego Cesarskiej Mości).

## Historia
Stępkę pod budowę okrętu położono w stoczni Danubius-Werft w Fiume (ob. Rijeka) 27 lipca 1908 roku, kadłub wodowano 17 kwietnia 1909 roku, a okręt oddano do służby 15 września 1909 roku (wraz z „Krake”). Początkowo nosił nazwę „Polyp” (polip), lecz od 1 stycznia 1914 roku zastąpiono ją przez alfanumeryczne oznaczenie 69 F („F” oznaczało, że okręt zbudowano w Fiume). Rozkazem z 21 maja 1917 roku z oznaczenia torpedowca usunięto ostatnią literę i do końca wojny nosił on tylko numer 69.
Okręt brał udział w I wojnie światowej. 
Po wojnie okręt w ramach podziału floty Austro-Węgier przekazano Królestwu Serbów, Chorwatów i Słoweńców (SHS), gdzie służył pod oznaczeniem T 11. Wraz z pozostałymi okrętami tego typu został wycofany w latach 1927-1928 lub według innych danych, w latach 1928-1930.

## Opis
Okręt posiadał dwa kotły parowe typu Yarrow i jedną pionową czterocylindrową maszynę parową potrójnego rozprężania. Okręt uzbrojony był w cztery armaty kalibru 47 mm L/33 (po dwie na każdej z burt) oraz trzy wyrzutnie torped kalibru 450 mm. W 1915 roku uzbrojenie wzmocniono pojedynczym karabinem maszynowym Schwarzlose 8 mm.